# Una vez más (canción de Gabriel Coronel)
«Una Vez Más» es una canción del cantante, Compositor y Actor Venezolano Gabriel Coronel, para la telenovela Relaciones peligrosas.

## Video musical
Hizo una actuación en vivo de la canción en las calles de miami.

## Lista de canciones
1. «Una Vez Más» – 3:32